# Vogtländischer Altertumsforschender Verein zu Hohenleuben
Der Vogtländische Altertumsforschende Verein zu Hohenleuben ist ein deutscher Geschichtsverein mit Sitz in Hohenleuben und der älteste in Thüringen sowie einer der ersten in Deutschland.
Er hat seinen Sitz im Museum Reichenfels-Hohenleuben auf dem Gelände der Burgruine Reichenfels und betreibt das dortige Museum Hohenleuben-Reichenfels.

## Geschichte
Der Verein wurde am 29. Dezember 1825 auf Initiative des Arztes Julius Schmidt (1796–1872) sowie des Diakonus und Pfarrers Friedrich Alberti (1796–1861) aus Hohenleuben sowie dem Pfarrer Conrad Benjamin Meißner aus Döhlen gegründet. An der ersten Hauptversammlung am 31. August 1826 nahmen im Hohenleubener Schloss bereits 63 Mitglieder teil. Darunter waren die regierenden reußischen Fürsten Heinrich LXII. zu Schleiz, Heinrich LXXII. zu Lobenstein-Ebersdorf und Heinrich XIX. zu Greiz. Als Zweigverein wurde 1873 der Altertumsverein zu Plauen (seit 1990 Verein für vogtländische Geschichte, Volks- und Landeskunde e. V.) gegründet.
Pfarrer Krug wurde im Januar 1934 als „Vereinsführer“ wiedergewählt, trat aber im Oktober desselben Jahres in den Ruhestand.
Der letzte Vortrag vor Kriegsende wurde im Oktober 1944 gehalten.
Seit 1956 gibt es einen hauptamtlichen Bibliothekar. Der Verein publizierte Jahresberichte und als deren Fortsetzung seit 1951 gibt er ein Jahrbuch heraus.

### Museum Reichenfels (Hohenleuben)
Das Richtfest für das Museum wurde noch 1939 gefeiert, aber zur Einrichtung kam es kriegsbedingt nicht mehr. Vor allem die Sammlungen und die Bibliothek des Vereins sollten im Museum zugänglich sein. Erst 1950 wurde das Kreismuseum eingerichtet, der erste Museumszweckbau in der DDR.

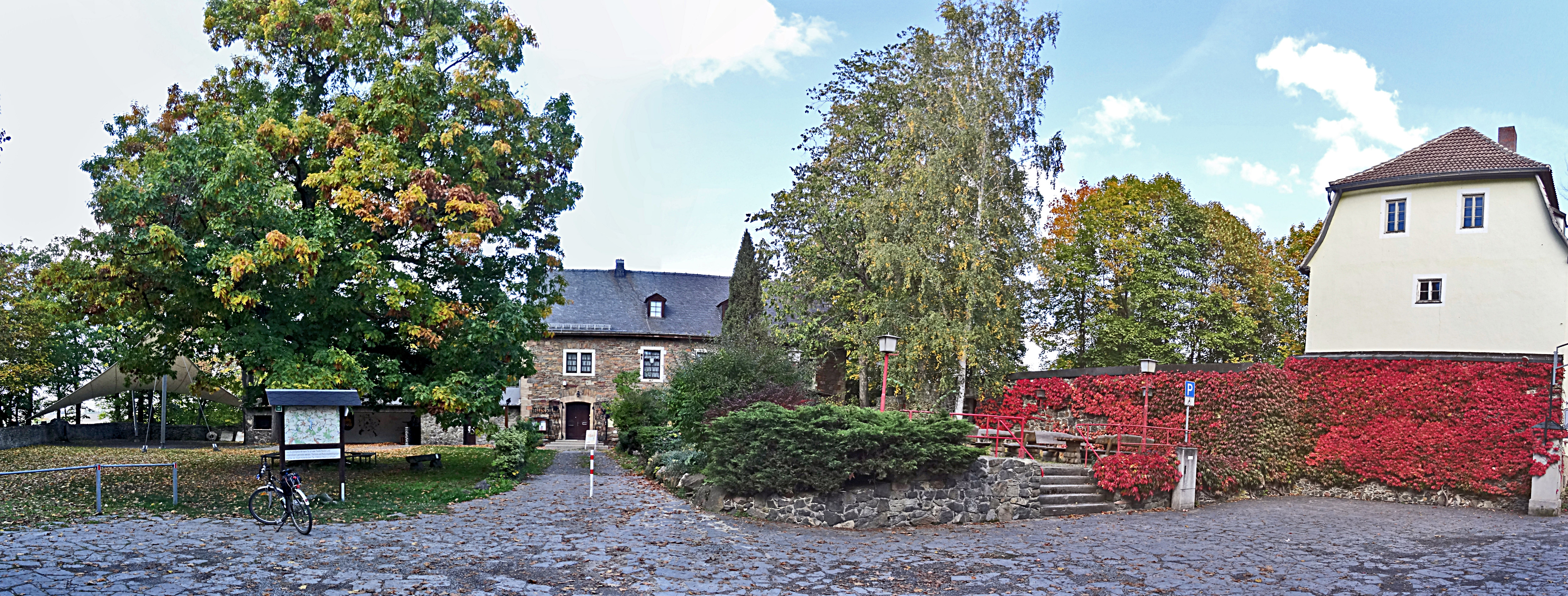
Blick über den Platz unter der Burgruine zum „Museum Reichenfels“ (Bildmitte), 2022.
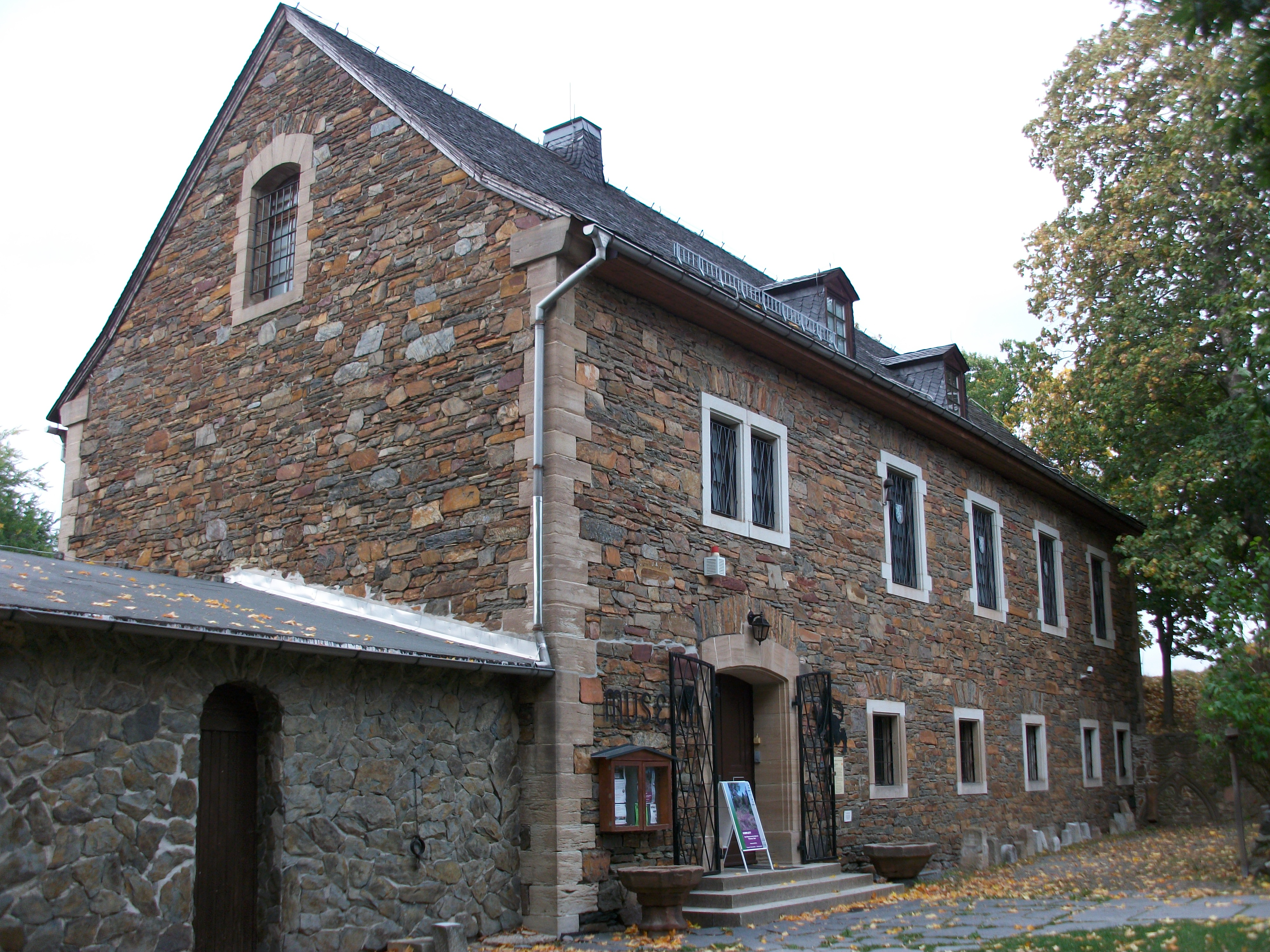
Museums-Frontseite mit Eingang
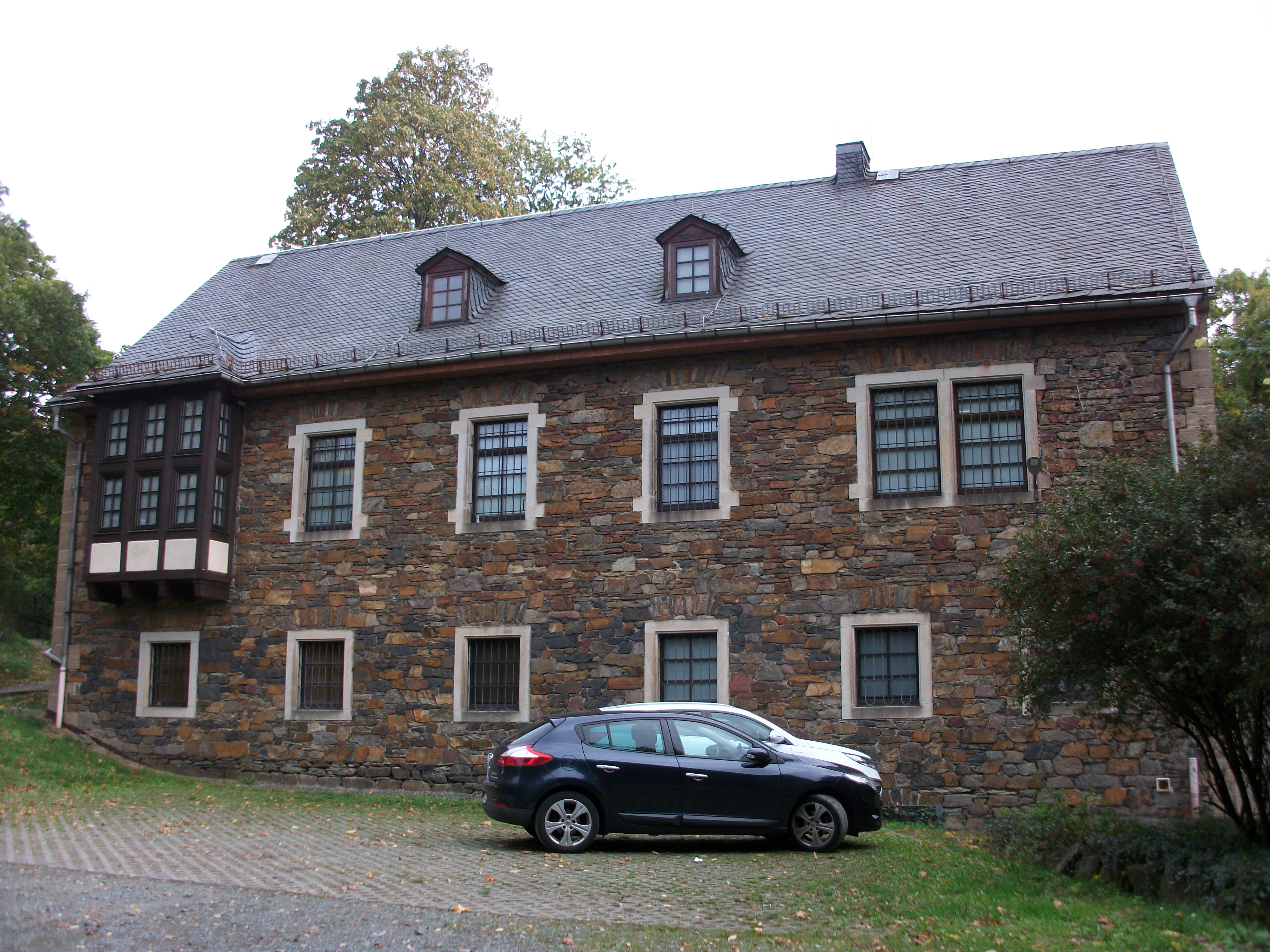
Rückseite
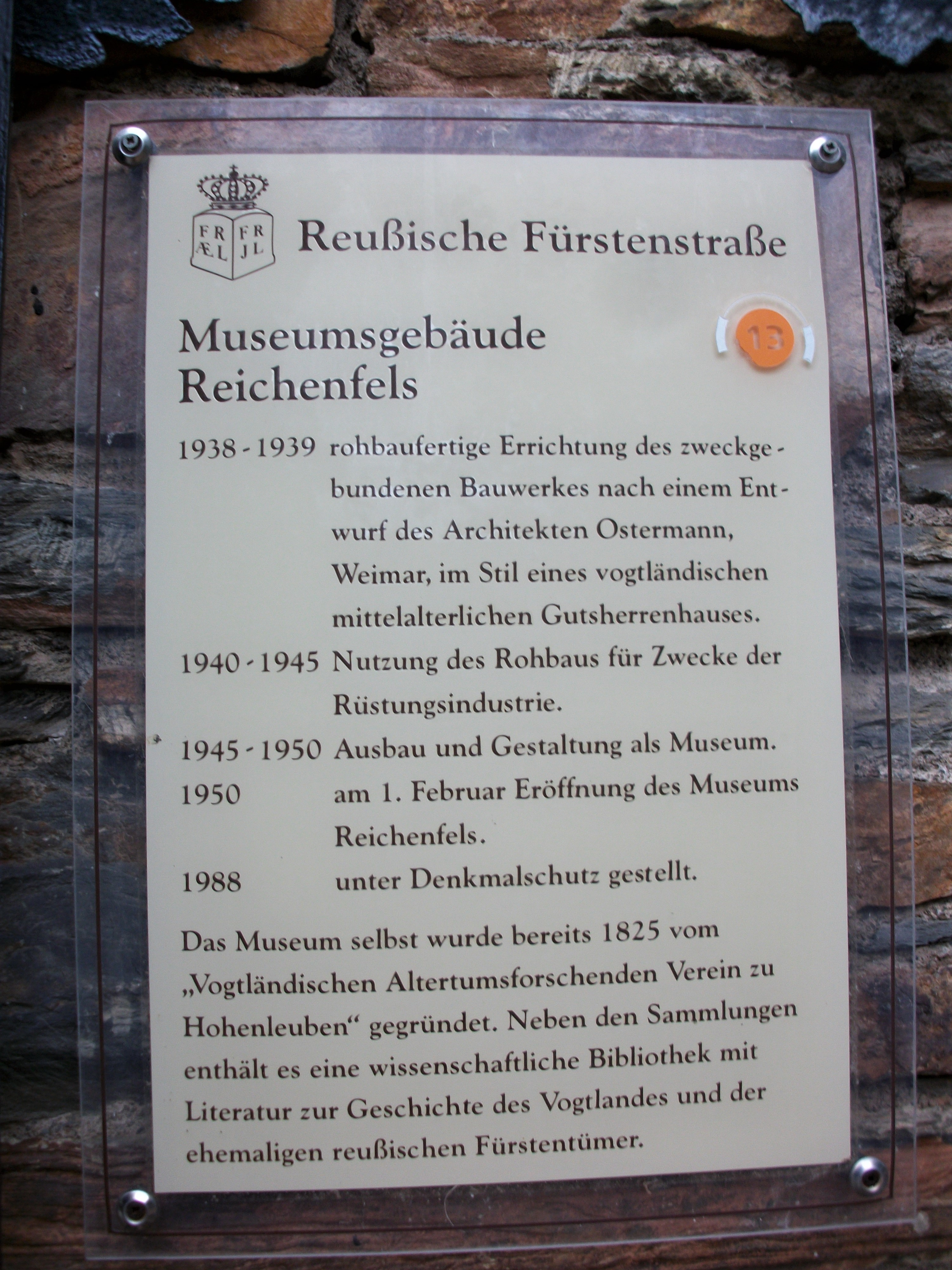

### Mitglieder
Zu den Mitgliedern des Vereins gehörten Gerhard Engelmann, Robert Hänsel, Johannes Leipoldt, Ottogerd Mühlmann, Hermann Paschold, Werner Radig, Berthold Schmidt (stellvertretender Vorsitzender, 1885), Friedrich Schneider, Rudolf Virchow (Ehrenmitglied).
Auch Ludwig Bechstein war aktives Vereinsmitglied. Bechstein verbreitete die Geschichten und Sagen um Georg Kresse nach Recherchen im Vereinsarchiv in seinen Publikationen weiter, so auch (erstmals) im „Sächsischen Volkskalender 1846“ den Artikel „Held Kresse“. Weitere Mitglieder, die Sagen und Geschichten aus dem Vogtland veröffentlichten waren Pfarrer Wilhelm Börner, Dr. Johann Ernst August Köhler und Robert Eisel. Vereinsmitglied Otto Behr (1868–1936) wurde nach seinem Umzug nach Gera zum korrespondierenden Mitglied ernannt und 1925 Ehrenmitglied. Er war privat Landschaftsfotograf.

## Vorsitzende (Auswahl)
- Julius Schmidt (1825), Arzt
- Schlick (1925), Amtsgerichtsrat
- Krug (1934), Pfarrer
- Udo Hagner (seit 1990), Jurist